# Ничипорук, Любовь Лукьяновна
Любовь Лукьяновна Ничипорук (12 апреля 1923, Бояры, Полесское воеводство — 3 ноября 2012, Рясна, Брестская область) — доярка колхоза «Советская Белоруссия» Каменецкого района, Герой Социалистического Труда (22.03.1966).

## Биография
Родилась 12 апреля 1923 года в д. Бояры Брестского района, девичья фамилия Троц.
С 1949 г. колхозница, с 1955 по 1957 год звеньевая по выращиванию льна и кукурузы колхоза «Советская Белоруссия» Высоковского (Каменецкого) района. С 1957 по 1978 год работала там же дояркой.
С 1978 г. на пенсии.
В 1966 году присвоено звание Героя Социалистического Труда.
В 1962 году избрана депутатом Верховного Совета СССР.
Умерла в с.	Рясна Каменецкого района Брестской области.